# 日本駐烏克蘭大使館
日本駐烏克蘭大使館（日语：在ウクライナ日本国大使館）是日本國在乌克兰的最高外交代表機構，位於烏克蘭首都基輔，現任大使是松田邦紀。
1993年1月至2022年3月期間位於基輔，但因俄羅斯入侵烏克蘭而暫時關閉，自2022年3月起暫時疏散至烏克蘭利沃夫和波蘭熱舒夫。於2022年10月5日重新開放。

## 沿革
- 1991年8月24日：烏克蘭脫離蘇聯並獨立[2]。
- 1991年12月28日：日本承認烏克蘭為主權國家[3]。
- 1992年1月26日：兩國建立外交關係。
- 1993年1月20日：日本駐烏克蘭大使館在基輔開館。
- 2022年2月14日：由於烏克蘭局勢日益緊張，使館減少管理事務，並在該國西部利沃夫設立臨時聯絡處[4]。
- 2022年3月2日：由於俄羅斯軍事侵略加劇，駐基輔使館暫時關閉，並撤離至利沃夫德尼斯特總理酒店臨時聯絡處。
- 2022年3月7日：由於事態升級，利沃夫聯絡處使館工作人員暫時遷出國外，駐紮在日本駐波蘭大使館和波蘭東南部熱舒夫聯絡處[5]。
- 2022年10月5日：基輔大使館重新開放，利沃夫聯絡處關閉[6]。